# Emilio Santiago
Emilio Vitalino Santiago, più conosciuto come Emilio Santiago (Rio de Janeiro, 6 dicembre 1946 – Rio de Janeiro, 20 marzo 2013), è stato un cantante brasiliano di genere MPB.

## Biografia
Nato a Rio de Janeiro nel 1946, su insistenza dei genitori si laureò in giurisprudenza all'Università Federale di Rio de Janeiro negli anni settanta e cominciò a cantare in quest'epoca nelle feste universitarie.
Il suo primo LP, del 1975 conteneva brani dimenticati di Ivan Lins, João Donato, Jorge Benjor, Nelson Cavaquinho, Guilherme de Brito, Marcos Valle e Paulo Sérgio Valle; ma il successo arrivò solo alla fine degli anni ottanta con Aquarela Brasileira. Nel 2000 passò alla Sony Music con l'album Bossa Nova, del quale fu registrato anche un DVD.
Nel 2012 vinse un Latin Grammy per il CD Só danço samba ao vivo, insieme a Beth Carvalho.
Colpito da ictus il 7 marzo 2013, fu ricoverato al reparto UTI (Unidade de Terapia Intensiva) dell'Hospital Samaritano di Rio de Janeiro, dove morì il 20 dello stesso mese all'età di 66 anni.

## Discografia
- 1975 - Emílio Santiago
- 1976 - Brasileiríssimas
- 1977 - Comigo É Assim
- 1977 - Feito pra Ouvir
- 1978 - Emílio
- 1979 - O Canto Crescente de Emílio Santiago
- 1980 - Guerreiro Coração
- 1981 - Amor de Lua
- 1982 - Ensaios de Amor
- 1983 - Mais que um Momento
- 1984 - Tá na Hora
- 1988 - Aquarela Brasileira
- 1989 - Aquarela Brasileira 2
- 1990 - Aquarela Brasileira 3
- 1991 - Aquarela Brasileira 4
- 1992 - Aquarela Brasileira 5
- 1993 - Aquarela Brasileira 6
- 1995 - Aquarela Brasileira 7
- 1995 - Perdido de Amor
- 1996 - Dias de Luna
- 1997 - Emílio Santiago
- 1998 - Emílio Santiago
- 1998 - Preciso Dizer que te Amo
- 2000 - Bossa Nova
- 2001 - Um Sorriso nos Lábios
- 2003 - Emílio Santiago Encontra João Donato
- 2005 - O Melhor das Aquarelas - ao vivo
- 2007 - De um Jeito Diferente
- 2010 - Só Danço Samba

## Premi
| Anno | Premio                                       | Album-Singolo                            | Premio                          | Note                                                         | Rif.        |
| ---- | -------------------------------------------- | ---------------------------------------- | ------------------------------- | ------------------------------------------------------------ | ----------- |
| 1970 | Festival della Faculdade Nacional de Direito |                                          | Miglior Interprete              |                                                              | [ 3 ]       |
| 1985 | Festival dos Festivais della TV Globo        | Canzone Elis Elis                        | Miglior Interprete              |                                                              | [ 4 ]       |
| 1990 | Premio Sharp                                 |                                          | Miglior interprete              |                                                              |             |
| 1991 | Premio Sharp                                 |                                          | Show dell'anno                  |                                                              | [ 5 ]       |
| 2003 | Premio TIM de Música                         | CD: Emílio Santiago encontra João Donato |                                 |                                                              |             |
| 2008 | Premio TIM di Musica                         | CD: De um jeito diferente                | Miglior cantante e disco di MPB |                                                              |             |
| 2011 | Prêmio da Música Brasileira                  |                                          | Miglior cantante di MPB         |                                                              | [ 6 ]       |
| 2012 | Grammy Latino                                | CD: Só danço samba ao vivo               | Miglior Album di Samba e Pagode | Condiviso con Beth Carvalho, col pezzo Nosso samba tá na rua | [ 7 ] [ 8 ] |